# Maison Diamant
La maison Diamant est un bâtiment cubiste construit entre 1912 et 1913 à Prague, dans le quartier de Nové Město. Elle tire son nom de ses façades qui représenteraient les facettes d'un diamant.  

## Histoire

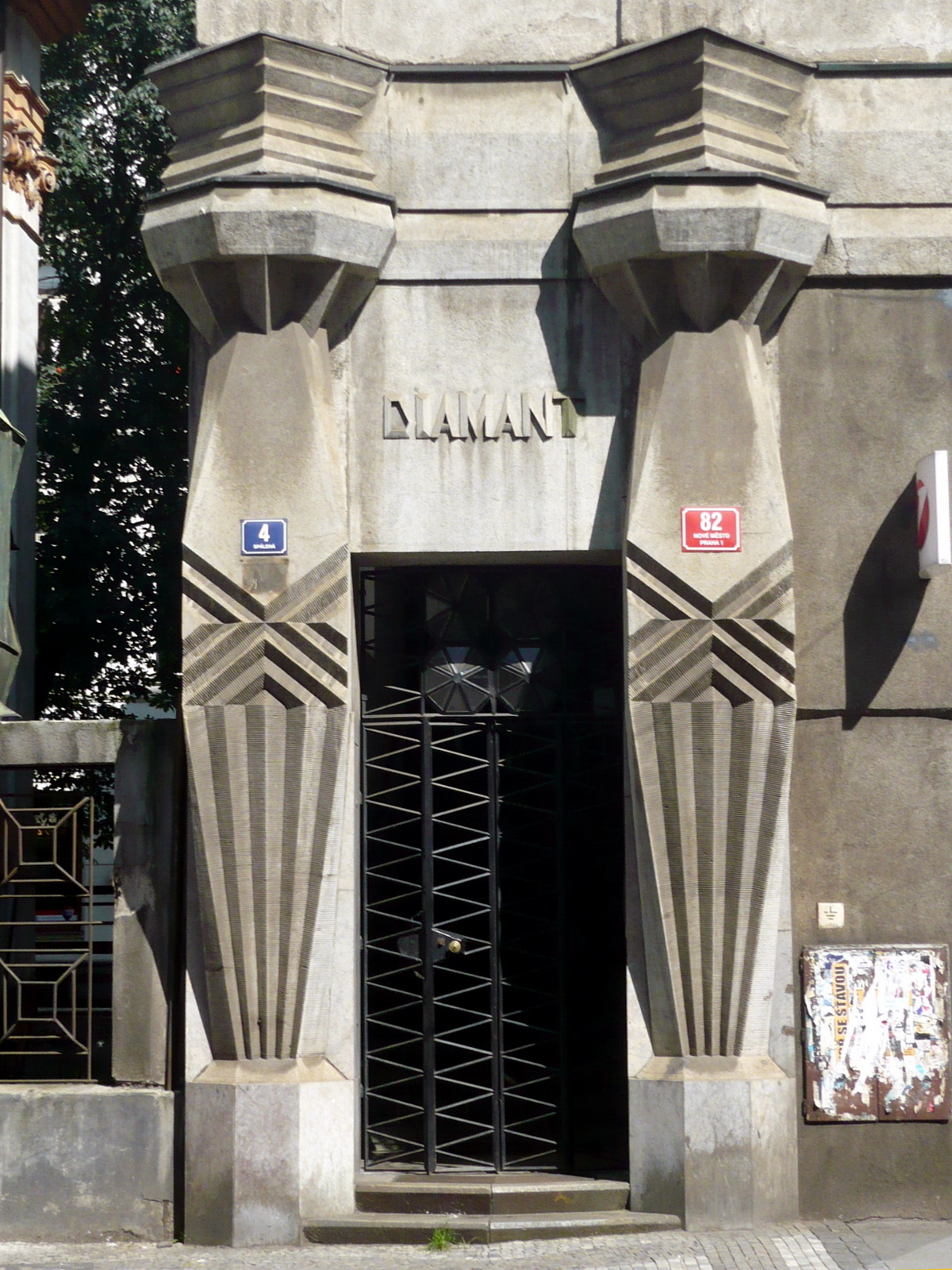
L'entrée.

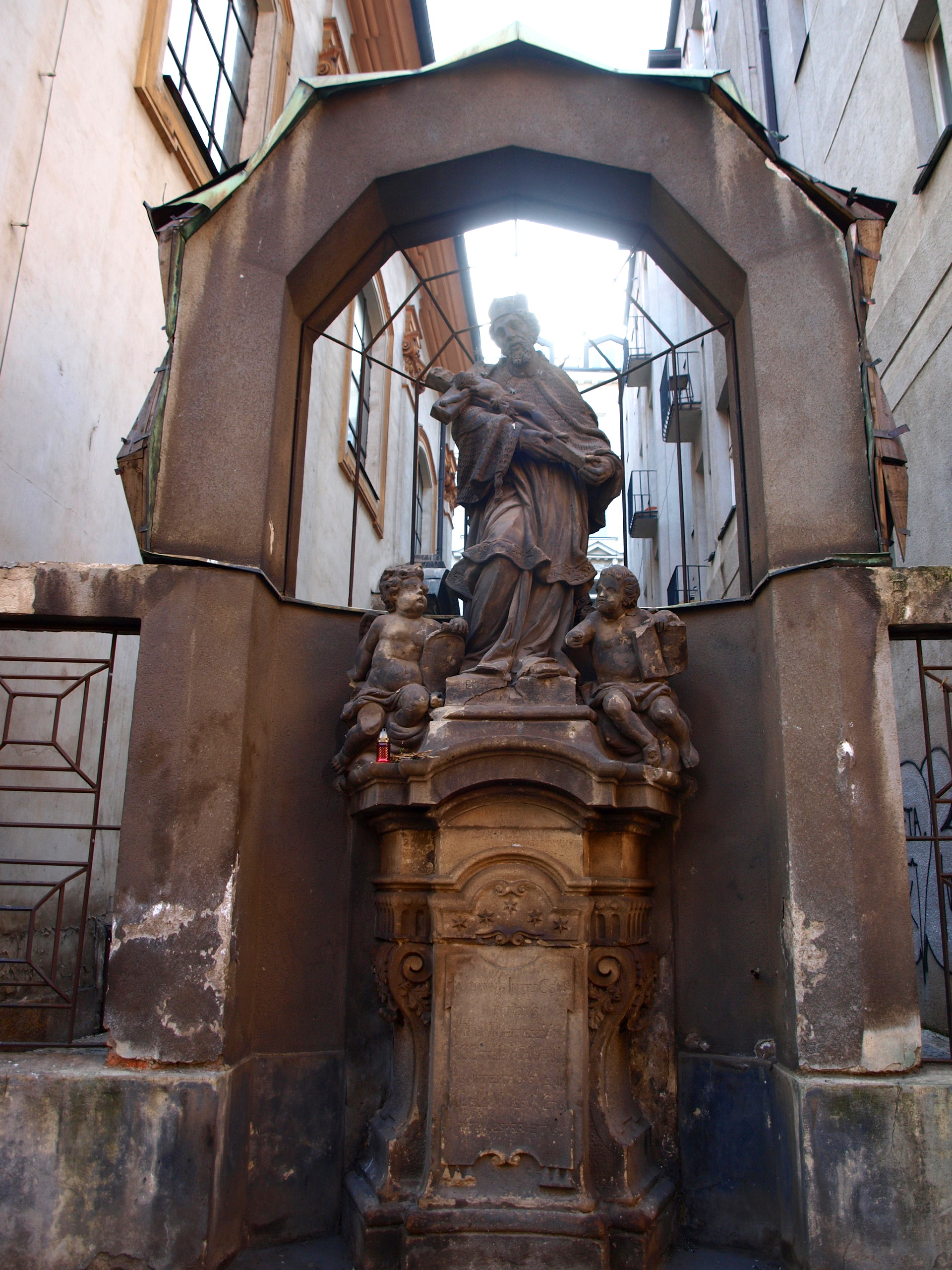
Statue baroque de saint Jean Nepomucène encadrée par l'arc cubiste.

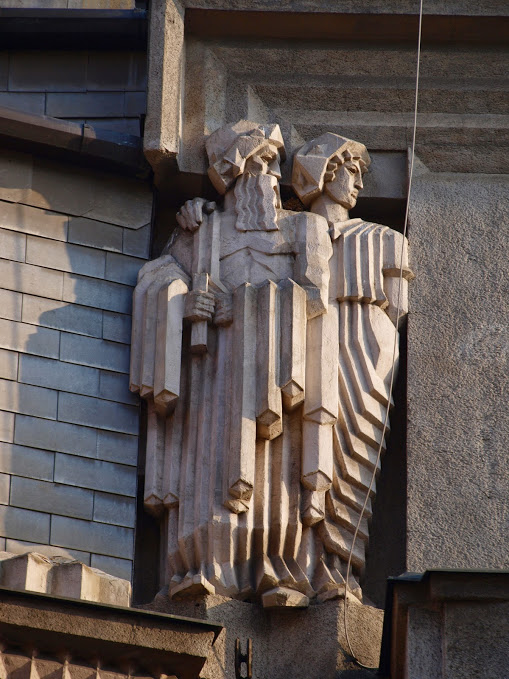
Sculptures cubistes

L’auteur de la maison cubiste au coin des rues Spálená et Lazarská était apparemment Emil Králíček, auteur également de quelques autres bâtiments intéressants cubistes et Art nouveau à Prague (voir le seul lampadaire cubiste au monde).  Certaines données diffèrent selon les sources. Il est donc difficile de savoir si la maison a été conçue par l'architecte Emil Králicek. En 1912-1913, la construction fut réalisée par Matěj Blecha (constructeur de quelques autres bâtiments cubistes et Art nouveau de Prague). 
Bien que la conception originale de Friedrich Ohmann s’appuie sur les façades de style néo-classique et Art nouveau et que le projet Ohmann soit effectivement lancé en 1912, le projet a été repris la même année par Emil Králíčko. Il a créé une conception globale dans le style du cubisme, avec d'autres éléments visuels, y compris l'édicule controversé au-dessus de la statue baroque de saint Jean Népomucène. 
Le propriétaire de la maison était le peintre, diplomate et écrivain Adolf Hoffmeister, qui y vivait — la maison a été construite par son père Adolf Hoffmeister. Pendant son séjour à Prague, le poète et dramaturge Vladimir Maïakovski y venait également. 

## Intérêt
À l'intérieur de la maison, dans le couloir et dans les escaliers menant aux appartements, des éléments d'équipement cubistes, tels que des lustres, des lampes, des rampes d'escalier, des portes ou des vitres gravées, ont été conservés. 
À proximité de la maison Diamant se trouve l'église baroque de la Sainte-Trinité, de Kilian Ignace Dientzenhofer. La statue baroque de saint Jean Népomucène de 1717 est incorporée dans un encadrement en arc cubiste de 1913 : il s'agit d'un moyen de relier les styles architecturaux des deux bâtiments - la maison Diamant moderne à l'église baroque. À l'époque, la construction a soulevé une vive polémique, notamment menée par le Club pour le vieux Prague.

## Usage actuel
Actuellement, le bâtiment abrite une succursale de la banque UniCredit, ainsi que l'association des artistes Manes - Diamant.  